# Kirill Andrejewitsch Petrow
Kirill Andrejewitsch Petrow (russisch Кирилл Андреевич Петров; englische Transkription: Kirill Petrov; * 13. April 1990 in Kasan, Russische SFSR) ist ein russischer Eishockeyspieler, der seit Mai 2019 erneut bei Ak Bars Kasan in der Kontinentalen Hockey-Liga unter Vertrag steht.

## Karriere
Kirill Petrow begann seine Karriere als Eishockeyspieler in seiner Heimatstadt in der Jugend des Ak Bars Kasan, für dessen Profimannschaft er in der Saison 2006/07 sein Debüt in der russischen Superliga gab. Der Ak Bars unterlag 2007 im Finale dem HK Metallurg Magnitogorsk. In der Saison 2008/09 gewann Kasan in der neugegründeten Kontinentalen Hockey-Liga erstmals den Gagarin Cup, wobei Petrow in sechs Spielen zum Einsatz kam und ein Tor erzielte. Im folgenden Jahr konnte er mit Ak Bars Kasan erneut den Gagarin Cup gewinnen, wobei er diesmal auch in drei Playoff-Spielen eingesetzt wurde.
Nachdem er die Saison 2010/11 noch in Kasan begonnen hatte, wechselte Petrow nach zwei Saison-Einsätzen innerhalb der KHL zum Aufsteiger HK Jugra Chanty-Mansijsk, bei dem er sich einen Stammplatz erkämpfen konnte. Im Juni 2011 kehrte er zu seinem Heimatverein zurück. Nach weiteren vier Saisons in der KHL unterschrieb Petrow im Juni 2015 einen Vertrag bei den New York Islanders aus der National Hockey League (NHL), die ihn 2008 gedraftet hatten. Die Islanders gaben ihn vor Saisonbeginn an ihr Farmteam, die Bridgeport Sound Tigers aus der American Hockey League ab, für die Petrow bis Dezember 13 Spiele absolvierte. Am 20. Dezember gaben die Islanders bekannt, dass der Russe bis zum Saisonende auf Leihbasis zu Ak Bars Kasan zurückkehren wird. Kasan, das damals die KHL-Rechte an Petrow besaß, gab ihn aber gleich im Tausch gegen Stanislaw Galimow an ZSKA Moskau ab.
Beim ZSKA stand Petrow bis zum Mai 2018 unter Vertrag, als er im Tausch gegen die Transferrechte an Filip Karlsson zum HK Awangard Omsk transferiert wurde.

### International
Für Russland nahm Petrow an den U18-Junioren-Weltmeisterschaften 2007 und 2008, an der U20-Junioren-Weltmeisterschaft 2009 sowie an der Senioren-Weltmeisterschaft 2013 teil.

## Erfolge und Auszeichnungen
- 2010 Gagarin-Cup-Gewinn mit Ak Bars Kasan

### International
- 2007 Goldmedaille bei der U18-Junioren-Weltmeisterschaft
- 2008 Silbermedaille bei der U18-Junioren-Weltmeisterschaft
- 2008 Bester Stürmer bei der U18-Junioren-Weltmeisterschaft
- 2008 All-Star-Team bei der U18-Junioren-Weltmeisterschaft
- 2008 Top-3-Spieler Russlands bei der U18-Junioren-Weltmeisterschaft
- 2009 Bronzemedaille bei der U20-Junioren-Weltmeisterschaft

## KHL-Statistik
Stand: Ende der Saison 2018/19